# Maximien de Ravenne
Maximien de Ravenne (en latin : Maximianus) (499 - 22 février 556) est un évêque de Ravenne du VIe siècle, reconnu saint, et fêté le 22 février.     

## Biographie
Né dans la ville de Pula, en Istrie, dans l'actuelle Croatie, Maximien est consacré évêque de Ravenne, en 546, par le pape Vigile, selon le choix de l'empereur Justinien. Maximien est diacre à Pula quand il est élu.
D'après le prêtre ravennate du IXe siècle, Andreas Agnellus, les ouailles de Maximien refusent d'abord d'être sous sa houlette, car il n'était pas leur premier candidat.
Il termine la basilique Saint-Vital de Ravenne et construit également la basilique Saint-Apollinaire in Classe et plusieurs autres églises. Maximien se consacre à la révision des livres liturgiques et à la correction du texte latin de la Bible. Il commande un grand nombre de manuscrits enluminés. 
Pour le maître-autel, à Ravenne, il fait accrocher une toile brodée très coûteuse représentant la vie entière de Jésus. Dans une autre église, il accroche les portraits brodés d'or de tous ses prédécesseurs.
L'ameublement épiscopal de Maximien le plus remarquable est la chaire de l'évêque Maximien, la chaire de l'évêque, construite entièrement de panneaux d'ivoire et probablement sculptée à Constantinople. Elle se compose de panneaux décoratifs floraux encadrés de panneaux avec des figurines variées, dont le monogramme complexe de l'évêque et représente un témoignage exceptionnel de la sculpture sur ivoire paléochrétienne.
Dans une mosaïque du VIe siècle, au niveau du presbytérium de la basilique Saint-Vital, Maximien est représenté à la tête d'une procession, avec l'empereur Justinien. Il porte une croix sertie de gemmes ainsi qu'une chasuble et un pallium.

## Galerie

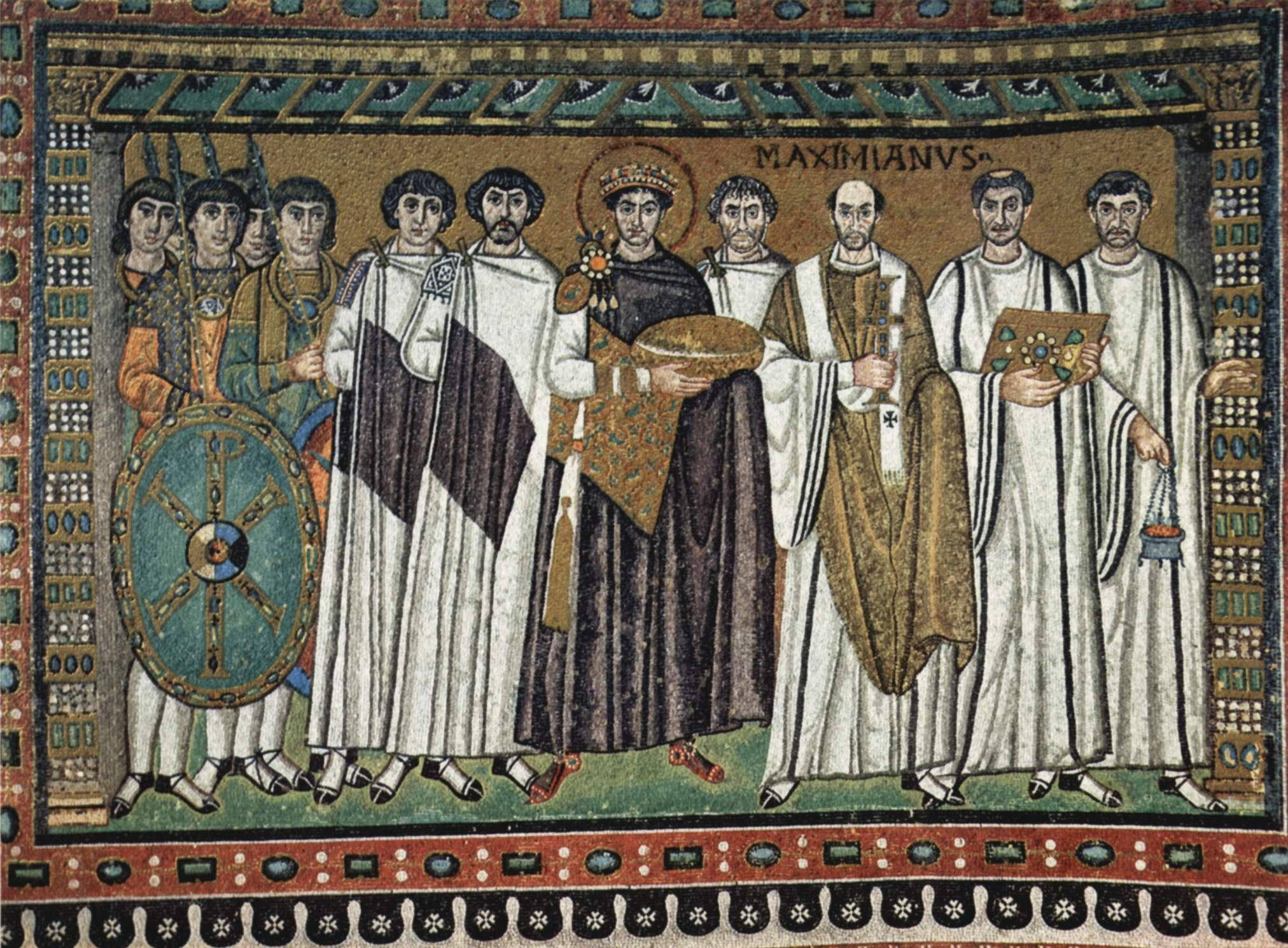
L'empereur Justinien et sa cour, Maximien est sur la droite.
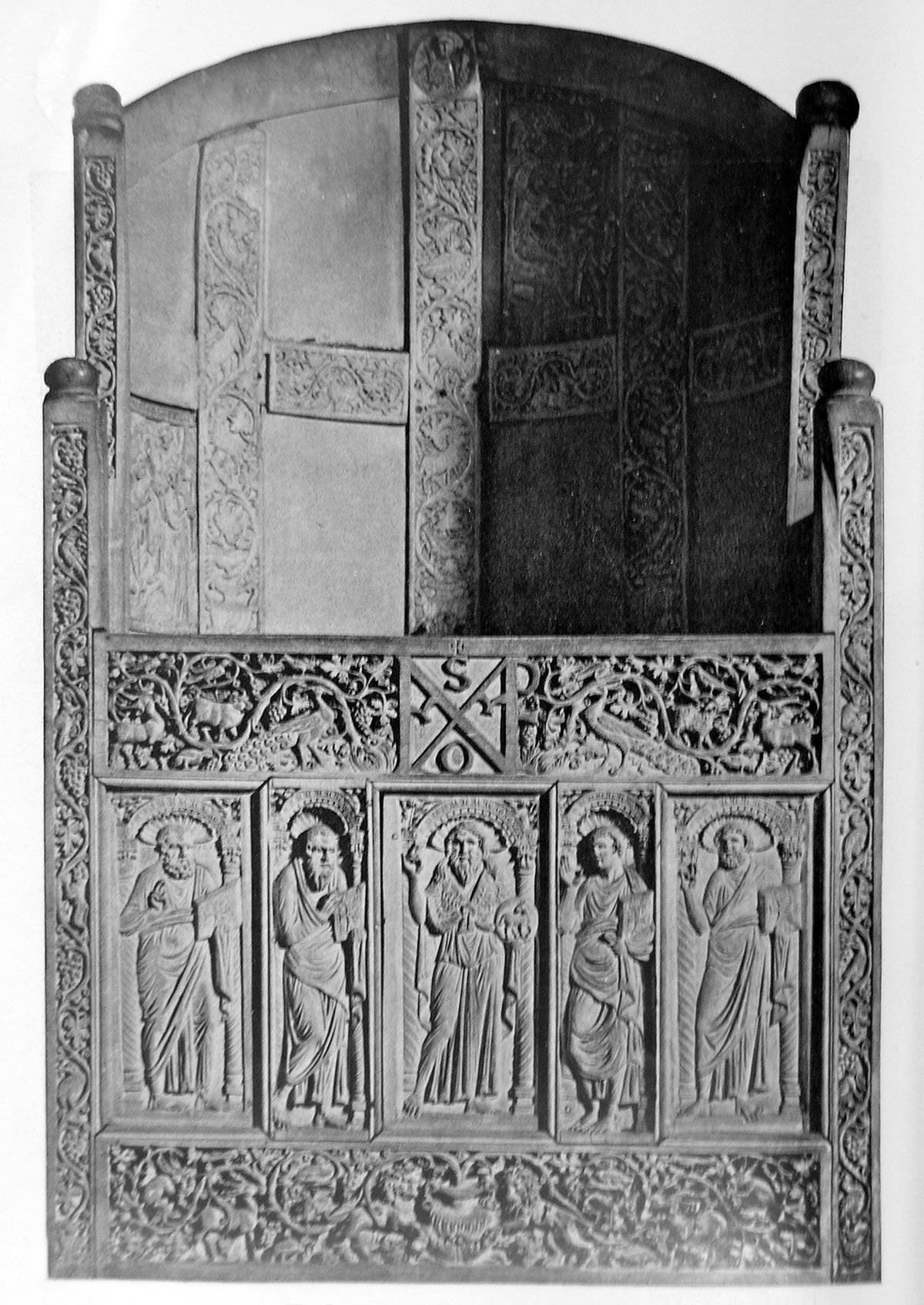
La chaire de Maximien vue de face, avec le monogramme de l'archevêque.
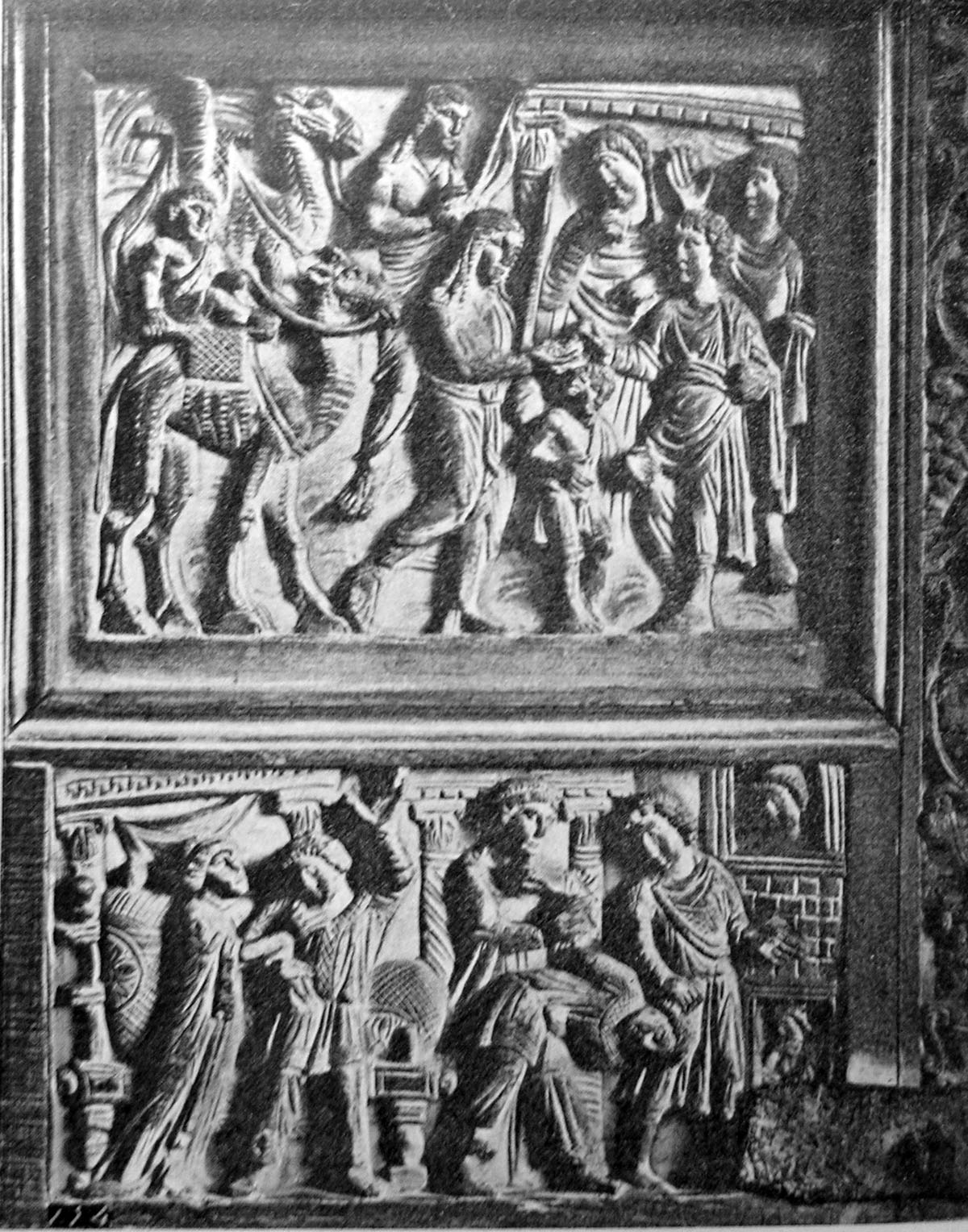
Panneaux de la chaire représentant la vie de Joseph.

## Source
- (en) Cet article est partiellement ou en totalité issu de l’article de Wikipédia en anglais intitulé « Maximianus of Ravenna) » (voir la liste des auteurs).